# Marokkaanse parlementsverkiezingen 2007
De Marokkaanse parlementsverkiezingen van 2007, die werden gehouden op 7 september 2007, zijn gewonnen door de nationalistische Parti de l'Istiqlal (PI, 52 zetels), die de islamitische Parti Justice et Développement (PJD, 47 zetels) is voorbijgestreefd. Laatste had gehoopt op een verdubbeling. De socialistische Union Socialiste des Forces Populaires (USFP) is op 36 zetels uitgekomen en daarmee van de eerste naar de vijfde plaats gezakt.
De opkomst was laag, vooral in de steden waar de PJD haar gehoopte winst vandaan had gedacht te halen. De Parti de l'Istiqlal wordt verondersteld sterker te zijn op het platteland. In totaal was 37 procent van de stemgerechtigden voor de 325 zetels tellende volksvertegenwoordiging komen stemmen. Men weet dit aan de geringe macht van het parlement in combinatie met de grote macht van koning Mohammed VI van Marokko.
De verkiezingen van 2007 zijn de tweede vrije parlementsverkiezingen die Marokko sinds 2002 kent.
De huidige regering wordt gevormd door de USFP, de Parti de l'Istiqlal en drie andere partijen. De partijleider van de Parti de l'Istiqlal, Abbas El Fassi, heeft te kennen gegeven met deze coalitie verder te willen regeren en niet met de PJD in zee te willen gaan.

## Zetelverdeling
| Partij                                             | 2007 | 2002 | verschil | 2007 % | 2002 % | verschil % |
| -------------------------------------------------- | ---- | ---- | -------- | ------ | ------ | ---------- |
| Parti de l'Istiqlal / Parti de l'Indépendance (PI) | 52   | 48   | +4       | 16 %   | 17 %   | -1 %       |
| Parti de la Justice et du Développement (PJD)      | 46   | 42   | +4       | 14 %   | 15 %   | -1 %       |
| Mouvement Populaire (MP)                           | 41   | 27   | +14      | 13 %   | 10 %   | +3 %       |
| Rassemblement National des Indépendants (RNI)      | 39   | 41   | -2       | 12 %   | 15 %   | -3 %       |
| Union Socialiste des Forces Populaires (USFP)      | 38   | 50   | -12      | 12 %   | 18 %   | -6 %       |
| Union Constitutionnelle (UC)                       | 27   | 16   | +11      | 8 %    | 6 %    | +2 %       |
| Parti du Progrès et du Socialisme (PPS)            | 17   | 11   | +6       | 5 %    | 4 %    | +1 %       |
| Front des Forces Démocratiques (FFD)               | 9    | 12   | -3       | 3 %    | 4 %    | -1 %       |
| Mouvement Démocratique et Social (MDS)             | 9    | 7    | +2       | 3 %    | 3 %    | 0 %        |
| Union PND-Al Ahd en anderen:                       | 14   | 17   | -3       | 4 %    | 6 %    | -2 %       |
| Union PND-Al Ahd (PND-Al Ahd)                      | (8)  |      |          |        |        |            |
| Parti Al Ahd (Al Ahd)                              | (3)  |      |          |        |        |            |
| Parti National-Démocrate (PND)                     | (3)  |      |          |        |        |            |
| Union PADS/CNI/PSU en anderen:                     | 6    | 1    | +5       | 2 %    | 0 %    | +2 %       |
| Union PADS/CNI/PSU (PADS/CNI/PSU)                  | (5)  |      |          |        |        |            |
| Congrès Nationale Ittihadi (CNI)                   | (1)  |      |          |        |        |            |
| Parti Travailliste (PT)                            | 5    | 0    | +5       | 2 %    | 0 %    | +2 %       |
| Parti de l'Environnement et du Développement (PED) | 5    | 2    | +3       | 2 %    | 1 %    | +1 %       |
| Parti du Renouveau et de l'Equité (PRE)            | 4    | 0    | +4       | 1 %    | 0 %    | +1 %       |
| Parti Socialiste (PS)                              | 2    | 0    | +2       | 1 %    | 0 %    | +1 %       |
| Union Marocaine pour la Démocratie (UMD)           | 2    | 0    | +2       | 1 %    | 0 %    | +1 %       |
| Forces Citoyennes (FC)                             | 1    | 2    | -1       | 0 %    | 1 %    | -1 %       |
| Alliance Des Libertés (ADL)                        | 1    | 4    | -3       | 0 %    | 1 %    | -1 %       |
| Initiative Citoyenne et Développement (ICD)        | 1    | 0    | +1       | 0 %    | 0 %    | 0 %        |
| Parti de la Renaissance et de la Vertu (PRV)       | 1    | 0    | +1       | 0 %    | 0 %    | 0 %        |
| Sans Appartenance Politique (SAP)                  | 5    | 0    | +5       | 2 %    | 0 %    | +2 %       |
| Totaal                                             | 325  | 280  | +45      | 100%   | 100%   | 0%         |

Bronnen van de verkiezingsuitslagen.